# Archidiocèse de Kinshasa
L'archidiocèse de Kinshasa est une circonscription ecclésiastique de l’Église catholique en République démocratique du Congo. Créé comme vicariat apostolique de la Mission du Congo belge par Léon XIII en 1888, il devient archidiocèse lorsque la hiérarchie catholique est érigée sur l'ensemble du territoire, peu avant l'indépendance du pays (10 novembre 1959). Il comprend aujourd’hui la ville de Kinshasa (ex Léopoldville), capitale de la R.D. du Congo et quelques districts aux alentours.

## Diocèses suffragants
L'archidiocèse de Kinshasa est métropolitain. Ses diocèses suffragants sont : Boma, Idiofa, Inongo, Kenge, Kikwit, Kisantu, Matadi et Popokabaka

## Supérieurs ecclésiastiques

### Vicaires apostolique duCongo belge
1. 1896-1926: Camille Van Ronslé (it), CICM[1]
2. 1926-1932: Natalis De Cleene, CICM[2]
3. 1934-1952: Georges Six, CICM[3]
4. 1953-1959: Félix Scalais, CICM[4]

### Archevêque de Léopoldville
1. 1959-1964: Félix Scalais, CICM, démissionnaire
2. 1964-1966: Joseph Malula[5]

### Archevêque de Kinshasa
1. 1966-1989: Joseph Malula, créé cardinal en 1969.
2. 1990-2007: Frédéric Etsou Nzabi Bamungwabi[6], CICM, créé cardinal en 1991.
3. 2008-2018: Laurent Monsengwo Pasinya[7], créé cardinal en 2010.
4. depuis 2018 : Fridolin Ambongo Besungu[8] OFM. Cap, créé cardinal en 2019.

### Évêques auxiliaires de Kinshasa
- depuis le 15 juillet 2023 : Edouard Tsimba Ngoma (en)[9], CICM.
- depuis le 15 juillet 2023 : Edouard Isango Nkoyo (en).
- depuis le 29 juin 2020 : Charles Ndaka Salabisala (en).
- 29 juin 2020 - 11 juin 2022 : Vincent Tshomba Shamba Kotsho (en).
- 29 juin 2020 - 11 juin 2022 : Jean-Crispin Kimbeni Ki Kanda (en).
- 31 mars 2015 - 31 mars 2018 : Jean-Pierre Kwambamba Masi.
- 31 mars 2015 - 31 mars 2018 : Donatien Bafuidinsoni Maloko-Mana (en), SJ.
- 02 février 2012 - 19 novembre 2016 : Thimothée Bodika Mansiyai (en), PSS.
- 02 février 2012 - 15 octobre 2013 : Sébastien-Joseph Muyengo Mulombe (en).
- 29 octobre 1999 - 30 janvier 2022 : Edouard Kisonga Ndinga (en), SSS.

- 29 octobre 1999 - 14 novembre 2009 : Dominique Bilamatari Kizayakana (en) (décédé le 26 août 2024)[10]
- 29 octobre 1999 - 11 novembre 2008 : Daniel Nlandu Mayi (en) (décédé le 12 décembre 2021)[11]
- 2 juillet 1959 - 7 juillet 1964 : Joseph-Albert Malula (décédé le 14 juin 1989)[12]
- 1er septembre 1970 - 11 mai 1991 : Eugène Moke (décédé le 6 avril 2015) [13]

## Premières ordinations sacerdotales
Le 22 octobre 1921, dans l'église Saint-Léopold, Van Ronslé, vicaire apostolique de Léopoldville, confère la prêtrise à Jean-Marie Alexandre Tati un séminariste formé par les Spiritains de Lândana. Ce prêtre naît à Nkoshi-Futu, près du port atlantique de Masabi, au Cabinda. Il fut admis, en 1887, à l'âge de neuf ans, au petit séminaire de Landana, la mission mère des spiritains français, chargés depuis 1865, de la préfecture apostolique du Congo.
En effet, Luanda, Loango et Brazzaville, ne disposant plus à l'époque d'évêques, les missionnaires s'adressèrent à Camille Van Ronslé, vicaire apostolique de Léopoldville. L'évêque scheutiste donna volontiers son accord.
Vingt-cinq ans plus tard, le 9 juin 1946, furent ordonnés par George Six, au stade Reine Astrid (actuel stade Cardinal-Malula et ancien stade du 24-novembre), les trois abbés Joseph Malula, Eugène Moke et Albert Amani .

## Statistiques
| année | nombre de baptisés | population | pourcentage | nombre total de prêtres | prêtres séculiers | prêtres réguliers | catholiques par prêtre | diacres permanents | religieux | religieuses | paroisses |
| ----- | ------------------ | ---------- | ----------- | ----------------------- | ----------------- | ----------------- | ---------------------- | ------------------ | --------- | ----------- | --------- |
| 1970  | 560 300            | 1 250 000  | 44.8        | 225                     |                   | 225               | 2490                   |                    | 322       | 337         | 30        |
| 1980  | 1 096 000          | 2 030 000  | 54.0        | 234                     | 44                | 190               | 4683                   |                    | 325       | 331         | 73        |
| 1988  | 1 700 000          | 3 400 000  | 50.0        | 325                     | 113               | 212               | 5230                   |                    | 498       | 382         | 94        |
| 1998  | 3 700 000          | 6 000 000  | 61.7        | 707                     | 330               | 377               | 5233                   |                    | 914       | 1271        | 123       |
| 2001  | 3 900 000          | 6 500 000  | 60.0        | 591                     | 354               | 237               | 6598                   |                    | 667       | 1123        | 125       |
| 2002  | 3 900 000          | 6 500 000  | 60.0        | 639                     | 363               | 276               | 6103                   |                    | 764       | 1141        | 125       |
| 2003  | 3 900 000          | 6 500 000  | 60.0        | 793                     | 405               | 388               | 4918                   |                    | 921       | 1206        | 125       |
| 2004  | 3 500 000          | 7 000 000  | 50.0        | 911                     | 311               | 680               | 3531                   |                    | 1139      | 1679        | 125       |
| 2006  | 3 601 000          | 7 203 000  | 50.0        | 1038                    | 336               | 702               | 3469                   |                    | 1249      | 1813        | 125       |
| 2013  | 5 830 000          | 10 516 000 | 55.4        | 1196                    | 196               | 970               | 5000                   |                    | 1661      | 1982        | 143       |
| 2016  | 6 378 000          | 11 323 000 | 56.3        | 1208                    | 238               | 970               | 5279                   |                    | 1661      | 1982        | 143       |
| 2019  | 7 118 000          | 12 940 000 | 55.0        | 1196                    | 226               | 970               | 5951                   |                    | 1721      | 1028        | 158       |
| 2021  | 7 253 356          | 12 256 830 | 59.2        | 682                     | 269               | 413               | 10635                  |                    | 1164      | 543         | 160       |